# Solitanea wehrlii
Solitanea wehrlii là một loài bướm đêm trong họ Geometridae.